# 塞勒莱孔代
塞勒莱孔代（法語：Celles-lès-Condé，法語發音：[sɛl lɛ kɔ̃de]，意为“孔代附近的塞勒”）是法国上法蘭西大區埃纳省的一个市镇，属于蒂耶里堡区。

## 地理
塞勒莱孔代（49°0'43"N, 3°34'17"E）面积3.91 平方千米，位于法国上法蘭西大區埃纳省，该省份为法国北部内陆省份，北起北部省，西接索姆省和瓦兹省，东临阿登省和马恩省，西南至塞纳-马恩省，东北部与比利时接壤。
与塞勒莱孔代接壤的市镇（或旧市镇、城区）包括：布里地区孔代、蒙蒂雷勒、香槟谷村。

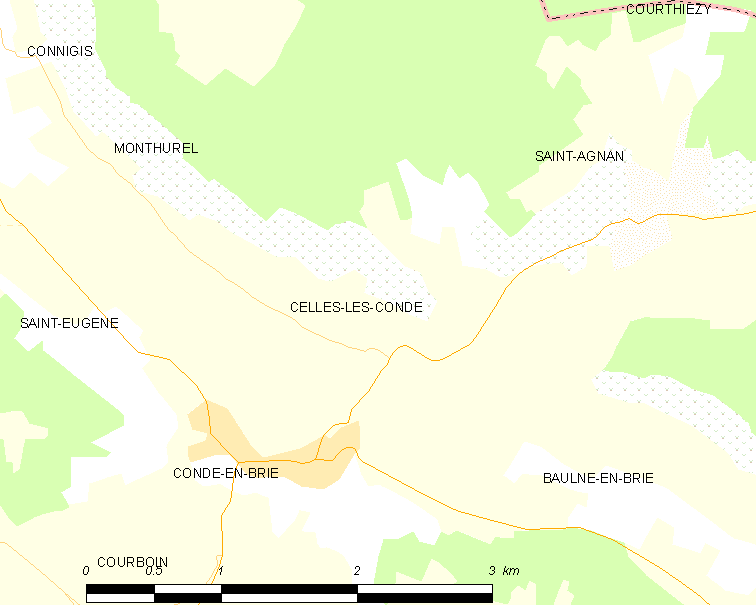
塞勒莱孔代的OSM定位图

塞勒莱孔代的时区为UTC+01:00、UTC+02:00（夏令时）。

## 行政
塞勒莱孔代的邮政编码为02330，INSEE市镇编码为02146。

## 政治
塞勒莱孔代所属的省级选区为马恩河畔埃索姆县。

## 人口

1962-2008年间塞勒莱孔代人口变化图示

塞勒莱孔代于2022年1月1日时的人口数量为94人。